# Tu veux, tu veux pas (chanson)
Pour les articles homonymes, voir Tu veux ou tu veux pas.
Tu veux, tu veux pas est une chanson française, adaptée du portugais au français par Pierre Cour, enregistrée en 1969 par le chanteur et musicien de jazz Marcel Zanini.
Devenue un tube, elle a été reprise sous le titre Tu veux ou tu veux pas par plusieurs artistes, dont Brigitte Bardot en 1970.

## Histoire de la chanson
Le point de départ est une chanson brésilienne en portugais Nem Vem Que não Tem (pt), sortie en 1967, composée par le compositeur brésilien Carlos Imperial (pt) (paroles et musique) et interprétée par le chanteur brésilien Wilson Simonal,.
Pierre Cour adapte les paroles en français, sans chercher à être fidèle au texte original. Et, fin avril 1969, Marcel Zanini se voit proposer par Barclay de l’enregistrer. Le titre aurait été refusé par plusieurs artistes, dont Eddy Mitchell. L'enregistrement se fait en un quart d'heure. Un million de disques en sont vendus. C'est le seul titre interprété par Marcel Zanini à être un tel succès populaire,.
Plusieurs reprises sont effectuées de ce succès au fil du temps. Dès 1970, Brigitte Bardot l'interprète. En 1988, l'animatrice de télévision Évelyne Leclercq enregistre une reprise. En 1996, Régine reprend le titre. En 2012, Amel Bent le reprend également. En 2013, c'est au tour d'Élodie Frégé, sur son album Amuse Bouches.

## Sur YouTube
- [vidéo] « Tu veux, tu veux pas », sur YouTube (consulté le 6 mars 2023) par Marcel Zanini
- [vidéo] « Tu veux ou tu veux pas », sur YouTube par Brigitte Bardot
- [vidéo] « Tu veux ou tu veux pas », sur YouTube par Régine
- [vidéo] « Nem Vem Que não Tem », sur YouTube par Wilson Simonal